# 穆罕默德·穆伊兹
穆罕默德·穆伊祖（1978年6月15日—），马尔代夫政治人物，现任马尔代夫总统，于2023年11月17日宣誓就职。穆伊祖此前一直担任住房部长，之后出任馬累市长，2023年马尔代夫总统选举中获提名为马尔代夫全国人民大会的总统候选人，最终击败总统易卜拉欣·穆罕默德·萨利赫胜选。

## 教育背景
穆伊祖取得倫敦大學结构工程系的学士及硕士学位、利兹大学的土木工程博士学位。

## 从政经历
穆伊祖2012年步入政坛，担任总统穆罕默德·瓦希德·哈桑的住房与环境部长，同时也是正义党的成员。2013年马尔代夫总统选举后，穆伊祖在总统阿卜杜拉·亚明的内阁继续担任住房部长，而住房与环境部长后来重整并更名为住房与基础设施部。
穆伊祖也在多个海外投资建设的基础设施项目中发挥重要的监督作用，其中以中國—馬爾地夫友誼大橋最具代表性，该桥梁是连接首都马累与瑚湖尔岛韋拉納國際機場的重要纽带，计划进一步延伸至新规划的城市海湖梅尔。
2013年至2018年间，在穆伊祖的领导下，多项基础建设工程顺利过程，当中包括港口、码头、公园、清真寺、公共建筑、体育设施及道路的建设。穆伊祖也因为在马累的街道铺设取代石子路的沥青、施行现代化的建筑及维护规定而受到认可。
2019年，穆伊祖担任反对党进步党的领导，该党是马尔代夫副总统所属的政党。穆伊祖同时担任选举部主任 。
2021年，穆伊祖在马累市长选举中取得压倒性胜利，击败执政党候选人，当选新一任马累市长。反对派领导人阿卜杜拉·亚明被监禁后，穆伊祖被反对党联盟成员党马尔代夫全国人民大会推举为总统候选人，由侯赛因·穆罕默德·拉蒂夫担任竞选搭档。在2023年马尔代夫总统选举的第一轮投票中，穆伊祖取得46.06%的得票率，以第一名的成绩晋级第二轮投票，最终击败总统易卜拉欣·穆罕默德·萨利赫胜选。
穆伊祖上任總統後要求部署在马尔代夫的印度军队撤离。他還表示願意與中国强化合作。